# Santa Fe, Jalisco
Santa Fe är en ort i Mexiko.   Den ligger i kommunen Unión de Tula och delstaten Jalisco, i den södra delen av landet, 500 km väster om huvudstaden Mexico City. Santa Fe ligger 1 321 meter över havet och antalet invånare är 189.
Terrängen runt Santa Fe är huvudsakligen kuperad, men norrut är den platt. Runt Santa Fe är det ganska glesbefolkat, med 31 invånare per kvadratkilometer. Närmaste större samhälle är Unión de Tula, 6,1 km söder om Santa Fe. I omgivningarna runt Santa Fe växer huvudsakligen savannskog.